# 스텔라네 가족
《스텔라네 가족》(원제: Stella Brings the Family)은 미국의 작가 미리엄 B. 쉬퍼(Miriam B. Schiffer)와 일러스트레이터 홀리 클리프턴-브라운(Holly Clifton-Brown)이 크로니클 북스(Chronicle Books)를 통해 펴낸 그림책이다. LGBT 관련 이슈를 다루었으며,  불의여우(에이치비 출판사)에서 2019년 3월 한글판을 번역·출간했다(역자: 김보람). 어버이날이나 주요 명절 등이 올 때마다 ‘가족의 조건’에 대해 생각해 보게 될 아이들에게 다양한 형태의 현대 가족 구성원을 폭넓게 생각해볼 수 있는 기회를 주며, 소외되지 않는 포용적 교육을 위한 소스로 활용될 수 있다는 평가를 받았다.

## 내용
스텔라에게 고민이 생겼다. 학교에서 어머니날 파티를 여는데, 스텔라에게는 아빠만 둘이기 때문이다. ‘아빠만 둘’이라는 스텔라의 말에 아이들은 “엄마가 없으면 도시락은 누가 싸 줘?”, “아플 때 꼭 안아주고 뽀뽀해줄 사람 있어?”, “잘 때 동화책은 누가 읽어 줘?” 라며 질문을 던지지만, 스텔라의 고민은 이런 것들이 아니다. 엄마가 없다고 해서 스텔라의 숙제를 도와주고 잘 때 꼭 안아줄 사람이 없는 것은 아니며, 누구보다 스텔라를 잘 돌봐주는 두 아빠가 있으며 가족과 친지들도 정말정말 많기 때문이다. 스텔라는 단지 이 멋진 가족들 중에서 어머니날 파티에 초대할 사람을 정하는 게 어려울 뿐이다. 고민에 빠진 스텔라는 누구를 파티에 초대하게 될까?

## 저자 및 역자
- 미리엄 비. 쉬퍼는 미국의 작가 겸 어린이책 상담가다. 컬럼비아대에서 문예창작 석사 학위를 받았고, 국가청소년교육협회지 《영 칠드런》(Young Children)에 어린이책 리뷰 칼럼 ‘책 읽는 의자’를 썼다. 현재 남편인 사이먼, 쌍둥이 아들과 함께 브루클린에 살고 있다.
- 홀리 클리프턴-브라운은 영국 웨스트오브잉글랜드대에서 일러스트레이션을 전공했다. 《애니 훗》, 《화려한 뜨개질》, 《발레리나가 되는 법》 등 여러 어린이책의 그림을 그렸고, 현재 런던에 살고 있다.
- 역자 김보람은 신문방송학을 공부하고 언론사와 출판사에서 일했으며, 2020년 현재 유엔교육과학문화기구(UNESCO)에서 발행하는 《유네스코뉴스》의 편집장을 맡고 있다. 다양성과 다문화, 관용과 평등에 관한 책들을 소개하고 우리말로 옮기고 있으며 《엄마와 나》,《남자가 울고 싶을 땐》등을 번역했다.

## 수상 및 추천
- 반명예훼손연맹(Anti-Defamation League) ‘이달의 도서 보관됨 2020-12-01 - 웨이백 머신’ (2015년 6월)

1. ↑  Terri Schlichenmeyer (2015.5.20). “Long Island Pulse”. 《The LGBT Book Your Child Should Read》. 2020년 2월 1일에 원본 문서에서 보존된 문서. 2020.2.1에 확인함.
2. ↑  Amber Leventry. “Stella Brings the Family: A Children’s Book About Having Two Dads On Mother’s Day”. 《The Next Family》. 2020년 2월 1일에 원본 문서에서 보존된 문서. 2020.2.1에 확인함.
3. ↑  “We Are Family: Making Classrooms Inclusive for All Families”. 《Anti-Defamation League》. 2015.4.27. 2020년 2월 25일에 원본 문서에서 보존된 문서. 2020.2.1에 확인함.